# شاینینگ
شاینینگ یک گروه دِپرِسیو بلک متال سوئدی‌‌ است که در سال ۱۹۹۶، زمانی که نیکلاس کوافورث، وکالیست بند، دوازده سال بیشتر نداشت، پایه‌گذاری شد. (هرچند نیکلاس کوارفورث، وکالیست بند، شاینینگ را یک بند بلک متال نمی‌داند و در مصاحبه‌ای در سال ۲۰۱۴ اعلام کرد که متال مزخرف است و شاینینگ را موسیقی‌ای بی‌نظیر و شیطانی خواند) مضامین غنایی موسیقی این گروه محتوای افکار افسرده و پریشان، از جمله مسائل شخصی و اشعار دارای مضامین خودکشی است. نام این گروه برگفته از فیلم یا کتاب «درخشش» نیست، بلکه به گفته کوافورث «راهی به سوی روشنگری» می‌باشد.

## تاریخچه
گروه شاینینگ در اوت ۲۰۰۴ پس از آلبوم چهارمشان با نام «سرمای وهم آور» که قرار بود آخرین آلبوم گروه باشد اعلام دیسبند (جدایی) شدن کردند. اما در همان سال گروه شاینینگ با اعضای جدید دوباره متولد شد. پس از آن آلبوم پنجم با نام «هالمستا» که نام شهر مادری کوافورث بود منتشر شد.

## موسیقی
شاینینگ به‌طور کاملاً واضح به ترویج خودکشی و استفاده از مواد مخدر می‌پردازد. نیکلاس کوافورث پایه‌گذار و وکالیست گروه با خشنودی ادعا می‌کند نفراتی بوده‌اند که تحت تأثیر موسیقی شاینینگ دست به خودکشی زده‌اند.
از نظر موسیقایی، گروه شاینینگ به مرور از بلک متال رگه دار از سبک دووم، به پروگرسیو بلک متال سوق داده شد و اکنون در موسیقی بند به نسبت گذشته بیشتر از گیتارهای کلاسیک، گیتار سولو، تغییر ضرب آهنگ و تزریق وکال‌های مختلف به موزیک استفاده می‌شود.
نیکلاس کوافورث وکالیست گروه علاقه داشت شنونده‌های گروه را با مضامین نابودی و تجسمات مربوط به خودکشی سیراب کند. در اوایل کار، او از اصطلاح «بلک متال متمایل به خودکشی» برای موزیک گروه خود استفاده کرد تا گروه خود را از «کرم‌های متوسط» (اصطلاح کوافورث برای گروه‌های ضعیف کپی کار) جدا کند. اما در سال ۲۰۰۱ تعداد زیادی از گروه‌های دیگر از این اصطلاح (بلک متال متمایل به خودکشی) برای تعریف ژانر کاری خود استفاده کردند، و این آغاز این بود که نیکلاس دیگر سبک کاری خود را آنگونه توصیف نکند. کوافورث بر این عقیده بود که آن گروه‌ها تصویر ذهنی او را درست متوجه نشده‌اند و از این سبک موسیقی برای درمان و مداوای حال روحی شنونده استفاده می‌کنند، در صورتی که او این ژانر موسیقی را به عنوان یک سلاح در برابر شنوندگان تصویرسازی کرده بود. او اعلام کرد «دیگر شاینینگ را یه گروه بلک متال ننامید» و اصطلاح بلک متال متمایل به خودکشی را «ایده‌ای احمقانه» توصیف کرد.

## جدال
کوافورث در ژوئیه ۲۰۰۶ ناپدید شد و خیلی زود شایعه خودکشی وی در جامعه موسیقی متال پیچید. در بیست و سومین روز ماه اوت سال ۲۰۰۶ گروه در وبسایت رسمی خود اعلام کد نیکلاس کوافورث ناپدید شده‌است. در ادامه این اعلامیه گفته شد طبق خواسته شخص کوافورث، گروه با خواننده جدید تحت نام «غول» به کار خود ادامه می‌دهد.
کنسرت گروه در تاریخ ۳ فوریه ۲۰۰۷ که در شهر مادری نیکلاس "هلمستاً برگزار شد، مشخص کرد تمام این مدت "غول" همان نیکلاس کوافورث بوده‌است. کنسرت مذکور بخاطر رفتار خشونت آمیز نیکلاس که گاه‌وبیگاه با خواننده‌های مهمان یعنی "مانیاک" (خواننده سابق میهم)، Attila Csihar و Nattefrost درگیر می‌شد در رسانه‌های سوئد معروف شد. اما دلیل اصلی این شهرت چیز دیگری بود.
به گفته یک شاهد عینی در حین اجرا یکی از تماشاگران به کوافورث نزدیک و آلت تناسلی او را کشید! "غول" پس از گفتن جمله " به من دست نزن!" با لگد به سینه آن مرد کوبید! البته بعداً مشخص شد آن تماشاگر کسی نبود به جز "مانیاک"!

## اعضا

### اعضای گروه در حال حاضر
- نیکلاس کوافورث (غول): وکالیست و گیتار (در استودیو) – (از ۱۹۹۶ تا اکنون)
- پیتر هاس: گیتار لید و ریتم (از ۲۰۰۵ تا اکنون)
- کریستین لارسون: گیتار بیس (از ۲۰۱۰ تا اکنون)
- رینر توئومیکانتو: درامز (از ۲۰۱۲ تا اکنون)
- ایوگ والوویرتا: گیتار (در اجرای زنده – از ۲۰۱۲ تا اکنون)

## لینک‌های خروجی
- Shining در مای‌اسپیس
- DARK ESSENCE RECORDS|Shining